# 冈仁波齐
《冈仁波齐》是张杨编剧、执导的一部电影，讲述了十一个藏人在去拉薩朝聖路上所发生的故事。

## 故事
住在芒康縣普拉村的楊培年事已高，回想當年其兄因為事故身亡，終身沒有前往拉薩朝聖，心感遺憾。楊培哥哥的兒子尼瑪扎堆因此決定在新年後與楊培一起動身朝聖。时正马年，正好是神山冈仁波齐峰百年一遇的本命年，小村里很多人都希望加入楊培的朝圣队伍。这支队伍里有即将临盆的孕妇、家徒四壁的屠夫、自幼残疾的少年，最後總共有11個村民決定同行。眾人使用一台拖拉機，帶著帳篷、衣服和糧食，沿著318國道前行，展開2,000多公里的旅程。中途發生了女藏人要生產小孩和交通意外等事故，使眾人不得不自己推車前行。
最終眾人抵達拉薩並前往布達拉宮朝聖。但是因為眾人盤纏已經用盡，男藏人便在拉薩當洗車和建築工人賺取旅費，以繼續前往冈仁波齐峰的旅程。他們在拉薩的客店老闆娘被喇嘛要求叩十萬個頭，但是她身體不好無法實行，於是要求眾人代叩，並且會免卻眾人的住宿費用。眾人同意。最後眾人在拉薩工作了兩個月後再度出發，終於抵達冈仁波齐峰。而楊培則因病在此過世，眾人邀請喇嘛為其在山腳下舉行了天葬儀式，然後再展開歸家的路程。

## 演员
| 演员     | 角色     |
| 杨培     | 杨培     |
| 尼玛扎堆 | 尼玛扎堆 |
| 斯朗卓嘎 | 斯朗卓嘎 |
| 次仁曲珍 | 次仁曲珍 |
| 仁青晋美 | 仁青晋美 |
| 达瓦扎西 | 达瓦扎西 |
| 江措旺堆 | 江措旺堆 |
| 姆曲     | 姆曲     |
| 仁青旺佳 | 仁青旺佳 |
| 色巴江措 | 色巴江措 |
| 扎西措姆 | 扎西措姆 |

## 获奖
本片获得2015年中国电影导演协会表彰大会特别表彰。

## 票房
2017年六月下旬，電影在中國公映收穫一億票房。